# Bothriothorax intermedius
Bothriothorax intermedius är en stekelart som beskrevs av Claridge 1964. Bothriothorax intermedius ingår i släktet Bothriothorax och familjen sköldlussteklar. Arten är reproducerande i Sverige. Inga underarter finns listade.